# Джулия (ураган, 2022)
Ураган «Джулия» (англ. Hurricane Julia) — смертоносный атлантический ураган 1 категории, нанесший значительный ущерб в некоторых странах Южной и Центральной Америки в октябре 2022 года.

## Метеорологическая история

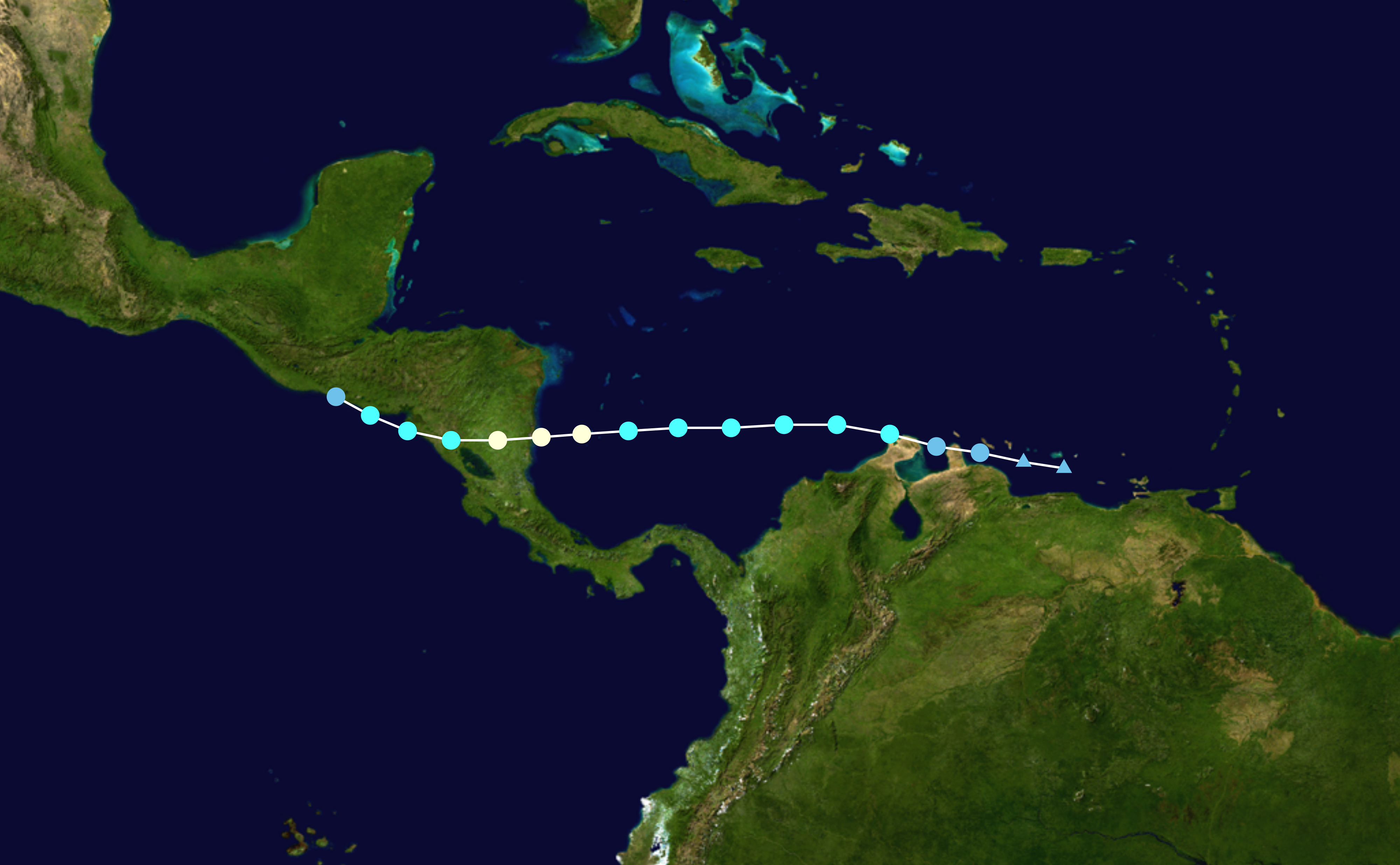
Карта пути и интенсивности Урагана Джулия по шкале Саффира — Симпсона

2 октября Национальный центр ураганов (NHC) начал отслеживать тропическую волну над центральной тропической Атлантикой.  Широкая область низкого давления образовалась 4 октября по мере приближения к южным Наветренным островам. Из-за угрозы, которую развивающаяся система представляла для суши в южной части Карибского моря, 6 октября NHC инициировал рекомендации по ней как тринадцатому потенциальному тропическому циклону. Позже в тот же день, после того как спутниковые снимки и данные радара показали, что возмущение достигло достаточной циркуляции и организованной конвекции, а после того, как данные исследования охотников за ураганами показали наличие ветра со скоростью 30–35 миль в час (45–55 км / ч) к северу от центра, он был обозначен как тропическая депрессия. Сильный всплеск глубокой конвекции развился вблизи центра депрессии, когда она пересекла полуостров Гуахира ранним утром 7 октября, и вскоре после этого она переросла в тропический шторм Джулия. После этого утренний всплеск глубокой конвекции уменьшился из-за северо-западного сдвига, и нижний центр шторма оставался открытым в течение следующих нескольких часов.
Над центром усилилась устойчивая и глубокая конвекция, и система начала набирать силу. Джулия превратилась в ураган в 23:00 UTC 8 октября, и достигла своего пика интенсивности в 02:00 UTC 9 октября, с максимальным устойчивым ветром 85 миль в час (140 км/ч) и минимальным центральным давление 982 мбар (29,0 дюймов ртутного столба). В 07:15 по всемирному координированному времени ураган обрушился на берег возле Перл-Лагун в Никарагуа с той же интенсивностью. Затем система постепенно ослабла до тропического шторма по мере продвижения на запад через Никарагуа, сохраняя при этом четко определённую циркуляцию и глубокую конвекцию, сохраняющуюся вблизи центра. Поздно вечером 9 октября Джулия покинула Атлантический бассейн и была обозначена как восточно-тихоокеанский тропический шторм. Через три часа его центр вышел в море в Тихом океане, где он продолжал ослабевать. Он поддерживал полосу глубокой конвекции над южной и восточной частями своего обращения. В 12:00 UTC 10 октября центр шторма пересек побережье Сальвадора, примерно в 35 милях (55 км) к западу от Сан-Сальвадора, а затем ослаб до тропической депрессии. Позже в тот же день Джулия распалась в остаточный минимум, который простирался от побережья Гватемалы до крайнего юго-востока Мексики.

## Подготовка и последствия
| Страна            | Смерти | Ущерб (USD) |
| ----------------- | ------ | ----------- |
| Тринидад и Тобаго | 1      | Неизвестно  |
| Венесуэла         | 54     | Неизвестно  |
| Колумбия          | 0      | Неизвестно  |
| Никарагуа         | 5      | >400 млн.   |
| Панама            | 2      | >6 млн.     |
| Гондурас          | 4      | Неизвестно  |
| Сальвадор         | 10     | Неизвестно  |
| Гватемала         | 14     | Неизвестно  |
| Мексика           | 1      | Неизвестно  |
| Всего:0           | 91     | >$406 млн   |

### Тринидад и Тобаго
5 октября тропическая волна вызвала сильные грозы на нескольких Наветренных островах Южной Америки и на побережье Карибского моря. Менее чем за полчаса в Тринидаде и Тобаго выпало более 2 дюймов (51 мм) дождя, вызвав сильные внезапные наводнения. Это наводнение привело к одному погибшему после того, как женщина была смыта сильным течением при попытке пересечь реку и утонула. 

### Венесуэла
Сильный дождь из-за шторма вызвал масштабные наводнения и оползни. В Лас-Техериасе, в северо-центре Венесуэлы, по меньшей мере 50 человек погибли и 50 пропали без вести, когда грязь и обломки затопили город. 3000 человек были отправлены на поиски выживших.

### Колумбия
Центр Джулии прошёл к югу от острова Сан-Андрес, когда он достиг силы урагана к востоку от Никарагуа. Джулия разрушила не менее 174 домов, а 5 247 домов и медицинский центр были повреждены. Сообщений о погибших не поступало.

### Центральная Америка

#### Гондурас

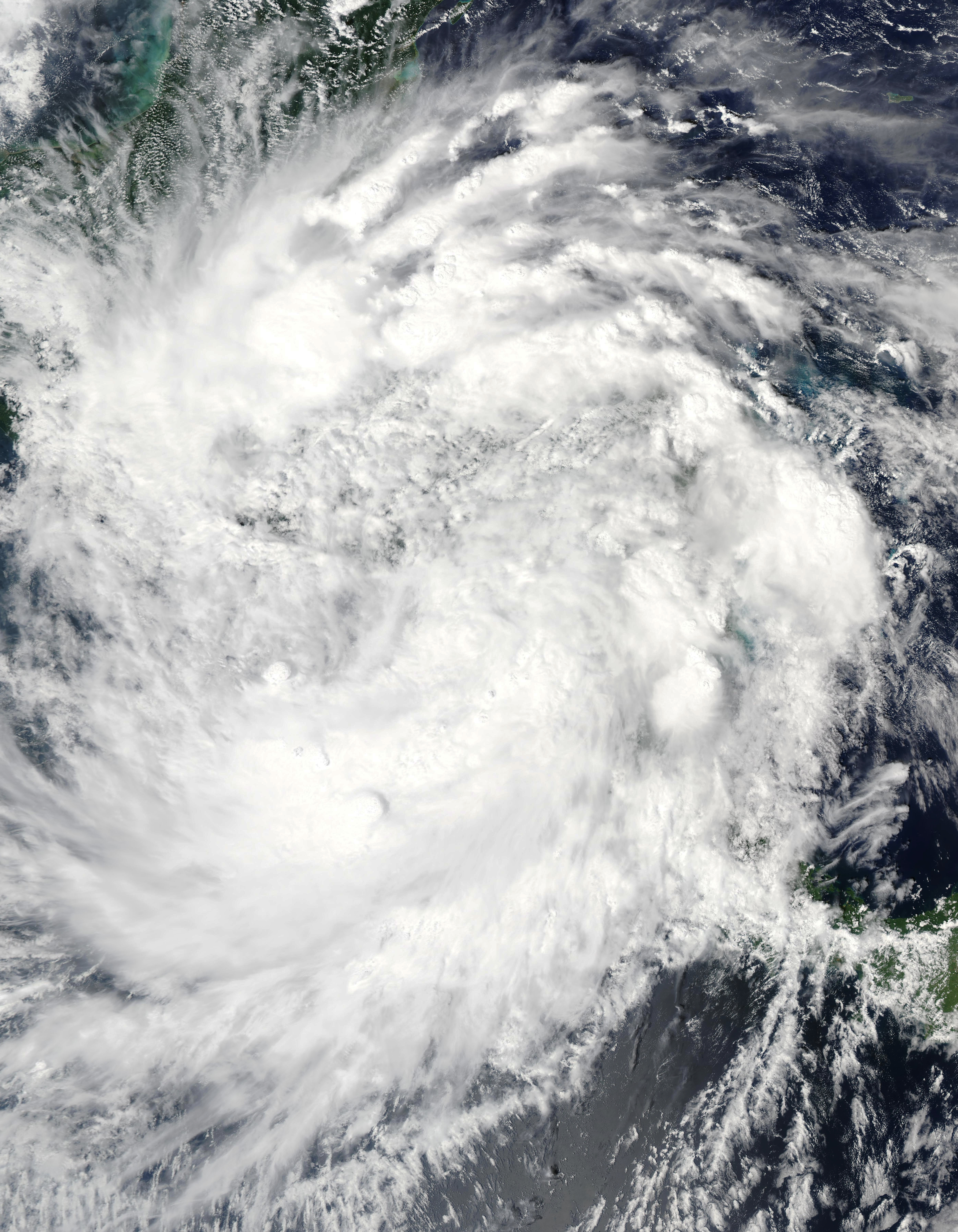
Тропический шторм Джулия покидает Никарагуа 9 октября

Правительство Гондураса открыло более 1137 приютов по всей стране, и к 10 октября ими пользовались 9200 человек. Красный уровень опасности, наивысший уровень предупреждения, был объявлен для 10 из 18 департаментов Гондураса. Многие дома были затоплены вдоль реки Хамелекон, уровень которой продолжал подниматься по состоянию на 10 октября. Проливные дожди подняли уровень воды на плотине Ла-Консепсьон и плотине Хосе-Сесилио-дель-Валье выше их максимальной пропускной способности. Река Улуа поднялась на 22,3 фута (6,79 м) возле Сантьяго, превысив уровень опасности наводнения. Наиболее значительные эффекты ощущались в департаменте Йоро. По состоянию на 11 октября по всему Гондурасу Джулия убила четырёх человек и оставила двух пропавшими без вести. Всего пострадало 103 960 человек, 3412 из которых потребовали эвакуации. Всего было разрушено 278 домов, ещё 397 получили повреждения различной степени.

#### Гватемала
Всего по всей Гватемале пострадало 457 300 человек, 1165 из которых потребовали эвакуации. По меньшей мере 14 человек погибли по всей Гватемале: девять в департаменте Уэуэтенанго и пять в департаменте Альта-Верапас.

#### Никарагуа
Ураган оставил без электричества не менее 1 миллиона человек и вынудил эвакуировать 13 000 семей.

#### Панама
Два человека погибли в Панаме недалеко от границы с Коста-Рикой, около 300 человек нуждались в эвакуации. Министерство образования Панамы приостановило занятия 10 октября. Всего было зарегистрировано два оползня. Из-за проливных дождей пострадали почти 868 человек.

#### Сальвадор
8 октября правительство Сальвадора объявило оранжевую тревогу на всей территории из-за приближающегося шторма. Рыболовство и рекреационные мероприятия на реках, пляжах и озёрах были приостановлены до 11 октября.  Были подготовлены приюты на 3000 человек. В связи с ураганом было объявлено чрезвычайное положение. Правительство закончило тем, что объявило красный уровень опасности для гражданской защиты из-за ветров по всей территории страны. В разных муниципалитетах сообщалось о падении деревьев, что затруднило движение транспорта и повредило автомобили. Упавшие ветки заблокировали несколько основных автомагистралей; дороги также пострадали от оползней. Пятеро солдат погибли и ещё один был ранен в Комасагуа, когда обрушился дом, в котором они искали убежище. В целом, Джулия была ответственна за десять смертей в Сальвадоре.